# Liste des sites Ramsar au Honduras
Cet article recense les zones humides du Honduras concernées par la convention de Ramsar.

## Statistiques
La convention de Ramsar est entrée en vigueur au Honduras le 23 octobre 1993.
En mars 2022, le pays compte 12 sites Ramsar, couvrant une superficie de 3 059,27 km2.

## Liste
| Site                                                     | Département                      | Notes | Date                             | Superficie (km²) | Altitude (m) | Identifiant Ramsar | Identifiant WDPA | Coordonnées                         | Photo |
| -------------------------------------------------------- | -------------------------------- | ----- | -------------------------------- | ---------------- | ------------ | ------------------ | ---------------- | ----------------------------------- | ----- |
| Barras de Cuero y Salado (es)                            | Atlántida                        |       | 23 juin 1993                     | 132,25           | 0 - 10       | 619                | 67989            | 15° 45′ 00″ nord, 87° 01′ 59″ ouest |       |
| Parc national Jeanette Kawas                             | Atlántida                        |       | 28 mars 1995                     | 793,8216         |              | 722                | 95337            | 15° 51′ 00″ nord, 87° 40′ 01″ ouest |       |
| Refuge faunique Punta Izopo (es)                         | Atlántida                        |       | 20 mars 1996                     | 112,00           | 108 - 118    | 812                | 145526           | 15° 43′ 59″ nord, 87° 21′ 00″ ouest |       |
| Système de zones humides de la zone sud du Honduras (es) | Francisco Morazán                |       | 10 juillet 1999, agrandi en 2021 | 750,3113         | 0 - 80       | 1000               | 555624121        | 13° 19′ 59″ nord, 87° 25′ 01″ ouest |       |
| Lagune de Bacalar (es)                                   | Gracias a Dios                   |       | 3 février 2003                   | 73,94            | 0 - 8        | 1254               | 555624122        | 15° 07′ 59″ nord, 85° 10′ 01″ ouest |       |
| Sous-bassin du lac de Yojoa                              | Comayagua, Cortés, Santa Bárbara |       | 5 juin 2005 agrandi en 2021      | 442,5394         | 632          | 1467               | 902693           | 14° 51′ nord, 88° 00′ ouest         |       |
| Système de zones humides Cuyamel-Omoa                    | Cortés                           |       | 2 février 2013                   | 300,29           | 0 - 1 628    | 2133               | 555558401        | 15° 39′ 18″ nord, 88° 11′ 49″ ouest |       |
| Système de zones humides de l'île d'Útila                | Islas de la Bahía                |       | 2 février 2013                   | 162,26           | 0 - 76       | 2134               | 555558400        | 16° 06′ 00″ nord, 86° 51′ 58″ ouest |       |
| Système de zones humides Laguna de Zambuco               | Atlántida                        |       | 22 avril 2013                    | 6,49             | 0 - 24       | 2189               | 555592566        | 15° 47′ 53″ nord, 87° 13′ 23″ ouest |       |
| Système de zones humides de Santa Elena                  | Islas de la Bahía                |       | 22 mars 2018                     | 15,4276          | 0            | 2334               | 555637328        | 16° 25′ 26″ nord, 86° 14′ 35″ ouest |       |
| Système de zones humides, lagune d'Alvarado              |                                  |       | 2 février 2019                   | 138,46           | 0            | 2418               |                  | 15° 51′ 05″ nord, 87° 57′ 21″ ouest |       |
| Système de zones humides de l'île de Guanaja             | Islas de la Bahía                |       | 25 octobre 2021                  | 131,48           | 0            | 2456               |                  | 16° 27′ 40″ nord, 85° 53′ 08″ ouest |       |